# わたしのハワイの歩きかた
『わたしのハワイの歩きかた』（わたしのハワイのあるきかた）は、2014年6月14日に全国東映系で公開された日本映画。監督は前田弘二、主演は榮倉奈々。ハワイを舞台に、現地ロケにて制作された恋愛コメディ映画で、日常の行き詰まりからの解放を求めてハワイに旅した女性の、現地での恋愛の顛末を描いた。

## ストーリー
ハワイのガイドブックを何冊も出しているが、一回もハワイに行ったことのない26歳の女性編集者小山田みのりは、知人の愛子がハワイで行う結婚式の二次会のセッティングを頼まれる。みのりは「取材」と称して勤務する出版社の経費で遊んでやろうと計画し、社長の弱みを握って強引に取材旅行に出かける。みのりが愛子を通じて出会ったハワイ在住の茜は、連日富裕層が参加するパーティに出かけては結婚相手を探しているが、元彼の冴えない中年男・本間にしつこく付きまとわれ、あげく茜の「婚活」がハワイの社交界で悪く言われているとこきおろされてしまう。それを聞いたみのりは、本間に対して彼女を本当に愛しているのなら、自分が彼女にふさわしい男を紹介するくらいの無償の愛を見せろと一喝する。
みのりは茜にコーディネーターを頼み現地を取材するとともに、一緒にパーティに参加し、富裕層に自分のビジネスを売り込んでいる勉と親しくなる。勉はハワイにお茶漬け専門店を開き全米進出を目標にしているが全く成功しておらず、それまでの商売も失敗続きであった。みのりと勉は愛子の婚約者・塚原の紹介で美食会の集まりに行くものの、富豪の集まるその会は格式が高く、本会が終わった後のカクテルパーティにこそこそと参加しなくてはならず、みのりは気に入らない。勉も商談がうまくいかず、退屈するみのりは酒を浴びるように飲みながらそのビジネスの中途半端さを批判し、怒った勉は帰ってしまう。その後、新入りの会員だという青年・知哉がスピーチを始め、みのりは彼が現地入り初日に知り合った、空きビン集めをしている不審な男であることに気付き驚くが、酔いが祟って目の前で倒れてしまう。目を覚ましたみのりは彼の家で介抱されていた。知哉は実は大企業・阿部財閥の御曹司で、いずれ経営を任される立場にあるものの現在はハワイで気ままに過ごしているという。彼に誘われ、現地式のお祝いごとのような葬儀に参加したあと、みのりはハワイに来た別の理由を話す。みのりは会社の乱造的な本作りと大量の仕事を押しつけられることにいら立っていて、既婚の部下・田嶋と付き合っていたが別れてしまい、しかも交際期間に彼の妻が妊娠中だったと知って落ち込んでいたのである。この日をきっかけにみのりと知哉は付き合い始める。
みのりは茜に知哉とのことを話すが、話を聞いた茜はみのりの不倫や会ってすぐに知哉と関係を持ったことなどに憤る。遊び人に見られる茜だがパーティの男たちとは体の関係は持たず、本間が初めての男だったという。そして茜は、みのりの説教に従って富裕層の男を紹介しようとする本間の心に感じ入り、彼と結婚すると決意する。
一方でみのりは、お茶漬屋の店舗を畳み屋台の車一台でやり直している勉と再会する。みのりのアドバイスを元にハワイ料理を取り入れたお茶漬の屋台は順調で、勉自身も充実しているようで、みのりはその様子を喜ぶ。しかし、二人の様子を見ていた知哉は、みのりが自分よりも勉に惹かれていることを確信する。その夜、知哉は、富豪の孫の肩書きでなく自分自身を見てくれたみのりに対する思いを吐露し、勉への嫉妬で荒れる。茜に捨てられると誤解した本間や、みのりと勉を交えて彼らは取っ組み合いの喧嘩になり、みのりの男たちへの鉄拳でようやく収まる。冷静になった皆は謝罪しあい、夜道を歩くが、みのりは勉が帰ったあと、知哉が繋ごうとする手をそのままにできず、「ごめん」と言って去ってゆく。
その後、知哉は経営に本腰を入れることを決意し、ハワイを去る。愛子たちの二次会は友人の加代子が「アロハ」の意味を語るスピーチを交えて無事に済み、延長していた取材の原稿も会社に届けられる。茜と本間は結婚し、みのりはフリーになって再びハワイを訪れ、屋台のアメリカ本土進出を決めた勉と再会し結ばれる。

## キャスト
- 小山田みのり：榮倉奈々
- 吉村茜：高梨臨
- 鎌田勉：瀬戸康史
- 本間忠義：宇野祥平
- 早川愛子：中村ゆり
- 田嶋祐一：池松壮亮
- エミ姐：上原美佐
- マコちゃん：吉永淳
- 遠藤加代子：佐藤みゆき
- 塚原聡：安田顕
- 大橋社長：鶴見辰吾
- 阿部知哉：加瀬亮

## スタッフ
- 監督：前田弘二
- 脚本：高田亮
- 音楽：きだしゅんすけ
- 主題歌：竹内まりや「アロハ式恋愛指南」（ワーナーミュージック・ジャパン）
- 挿入曲：大滝詠一「337秒間世界一周」（作曲：大滝詠一、編曲：多羅尾伴内、ソニー・ミュージックレコーズ）
- 撮影：戸田義久
- 照明：金子康博
- 美術：尾関龍生
- 録音：小宮元
- 編集：佐藤崇
- 音響効果：大塚智子
- VFXスーパーバイザー：樋口良
- 助監督：松尾崇
- 特殊造型：松井祐一
- ラインプロデューサー：原田耕治
- 宣伝プロデューサー：是木良介
- プロデューサー：小池賢太郎、根岸洋之
- アソシエイトプロデューサー：柳迫成彦、仁科成之
- 特別協賛：Aloha Table、Heritage Bridal Collection
- 特別協力：日本航空、ハワイ州、ハワイ州観光局、ハワイフィルムオフィス
- 製作プロダクション：白組、マッチポイント
- ハワイ側プロダクション協力：Production Partners, Inc.
- 配給：東映
- 製作者：遠藤茂行、木下直哉、島村達雄、水口昌彦、間宮登良松、稲本健一、和田修治、Yuka"Lisa"Nawano（縄野由夏）、森越隆文、長谷川安広、板東浩二、定井勇二
- 製作：「わたしのハワイの歩きかた」製作委員会（東映、木下グループ、白組、ポニーキャニオン、東映ビデオ、ゼットン、アサツー ディ・ケイ、EGGS'N THINGS HAWAII, INC.、RKB毎日放送、スカイフォールエンターテインメント、ひかりTV、マッチポイント）

## 関連商品
ノベライズ
小山田桐子・著『わたしのハワイの歩きかた』幻冬舎〈幻冬舎文庫〉、2014年5月29日発売、ISBN 978-4344421998
ガイドブック
大人ハワイ研究会・編『GIRLS LOCO HAWAII』宝島社、2014年6月7日発売、ISBN 978-4800220196
映画とコラボレーションしたハワイの旅行ガイドブック。